# Emesis cratida
Emesis cratida är en fjärilsart som beskrevs av Doubleday 1847. Emesis cratida ingår i släktet Emesis och familjen Riodinidae. Inga underarter finns listade i Catalogue of Life.